# اورت (واشینگتن)
اورت (به انگلیسی: Everett) شهری در شهرستان اسنوهومیش واشینگتن (ایالت) است که در سرشماری سال ۲۰۱۰ میلادی، ۱۰۳۰۱۹ نفر جمعیت داشته‌است.

## نگارخانه

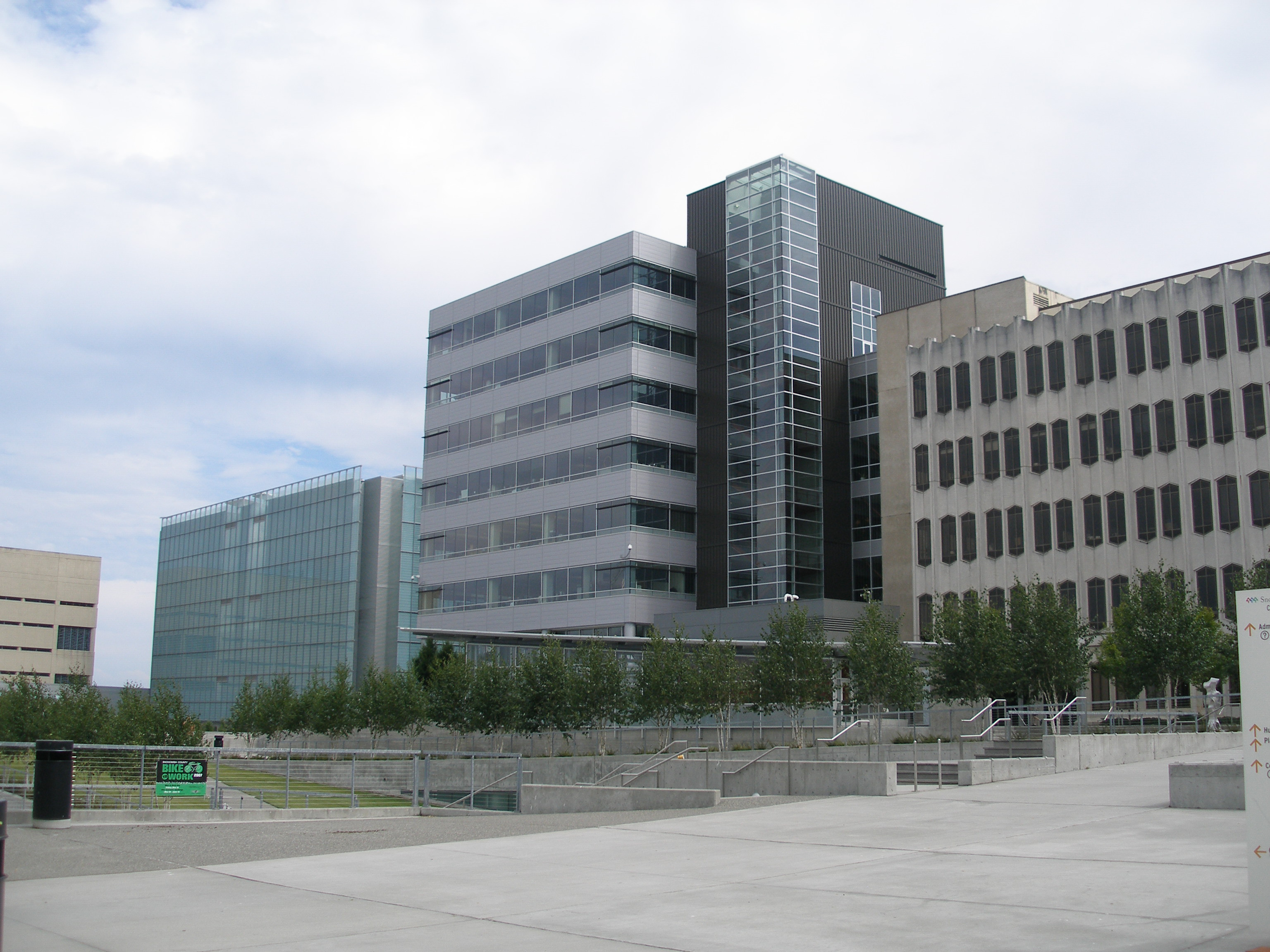
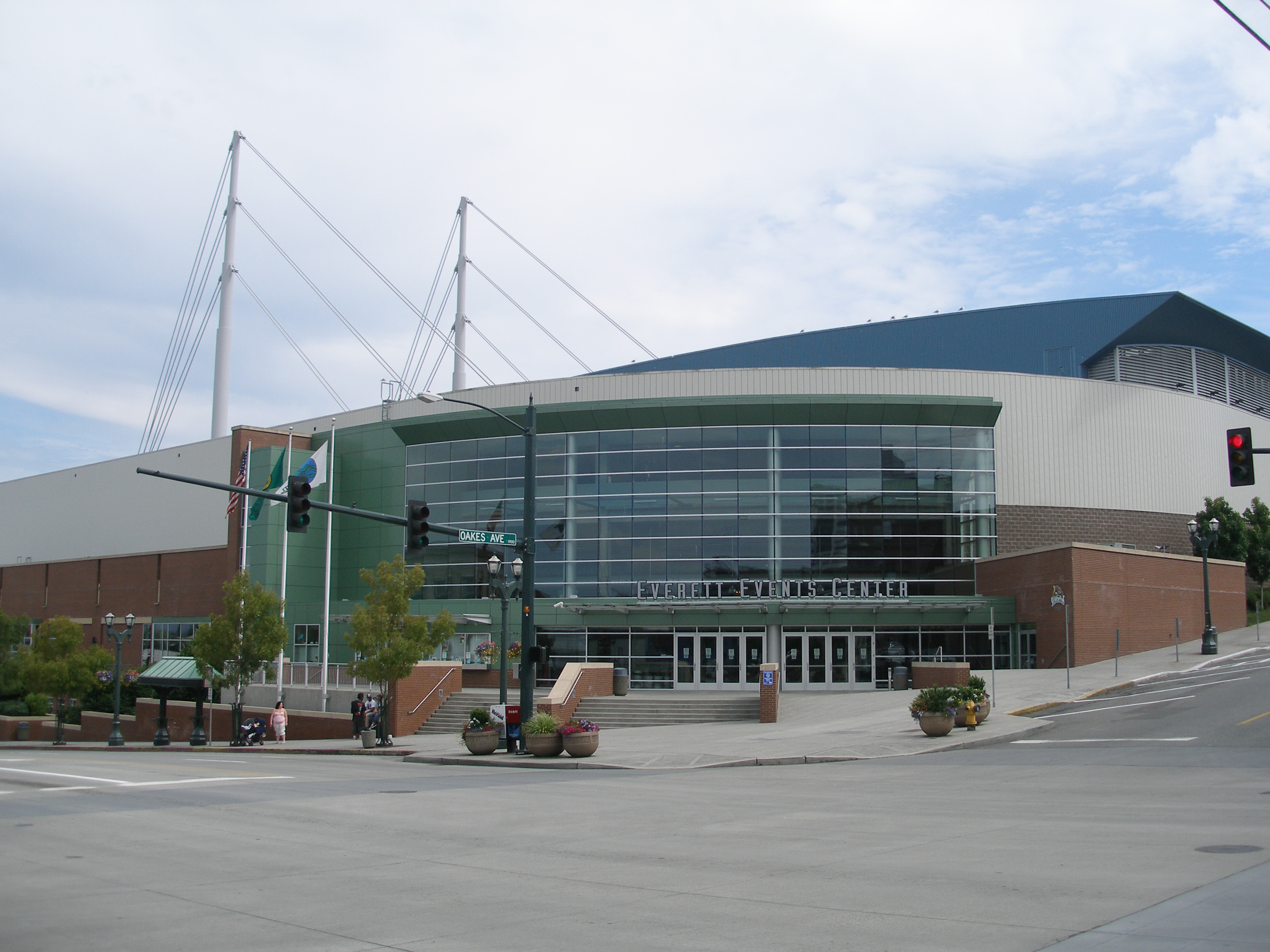
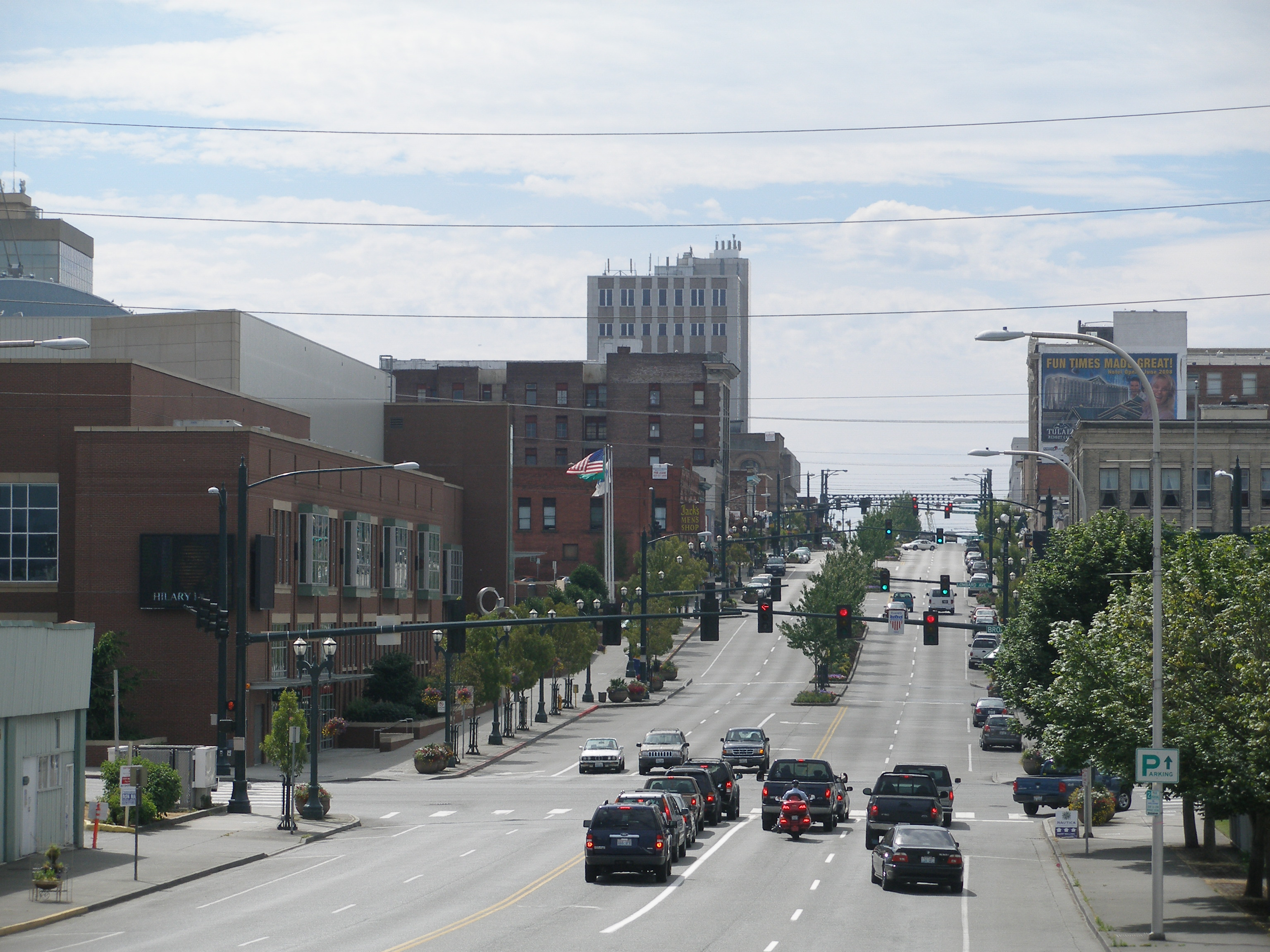
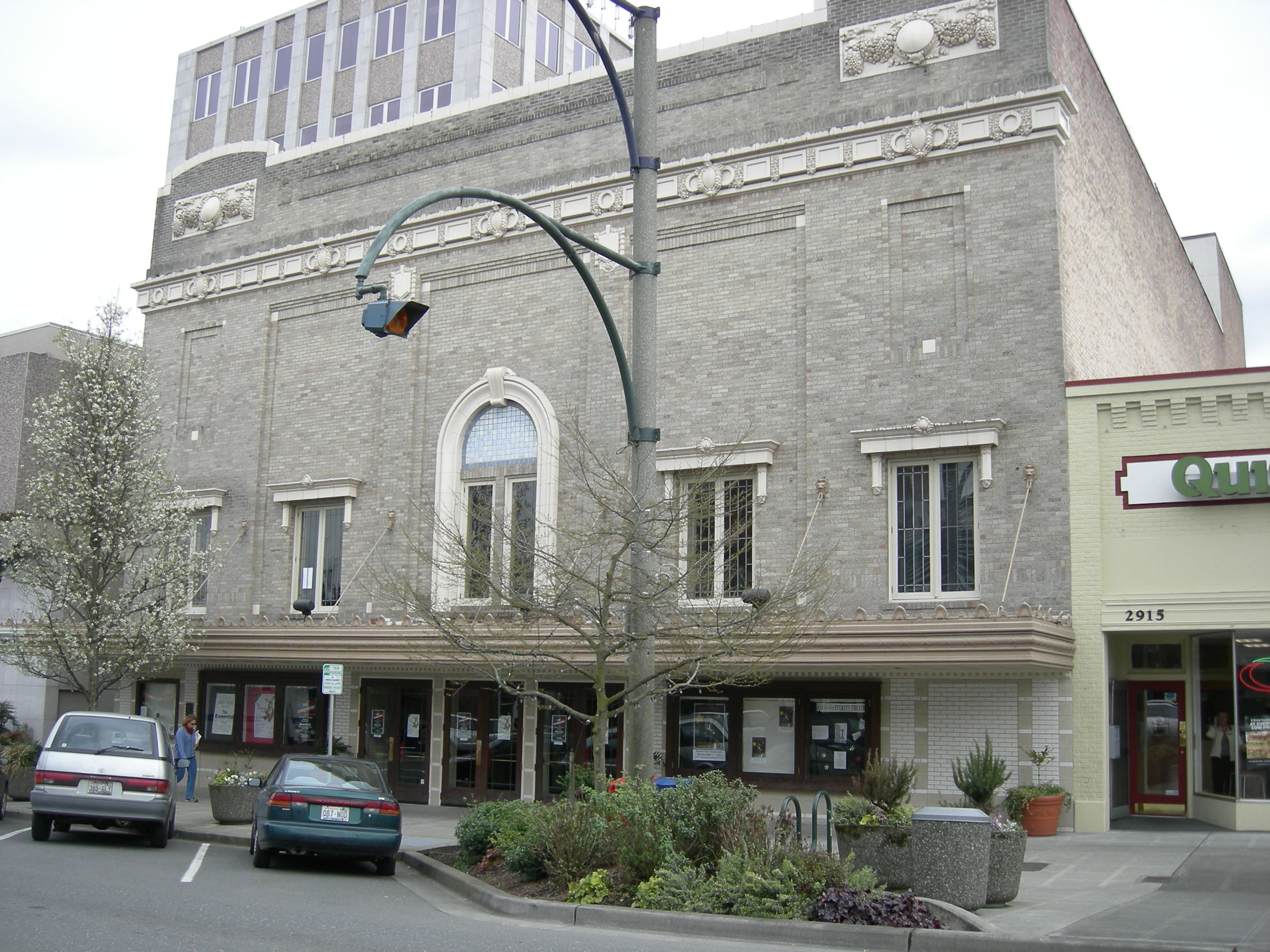
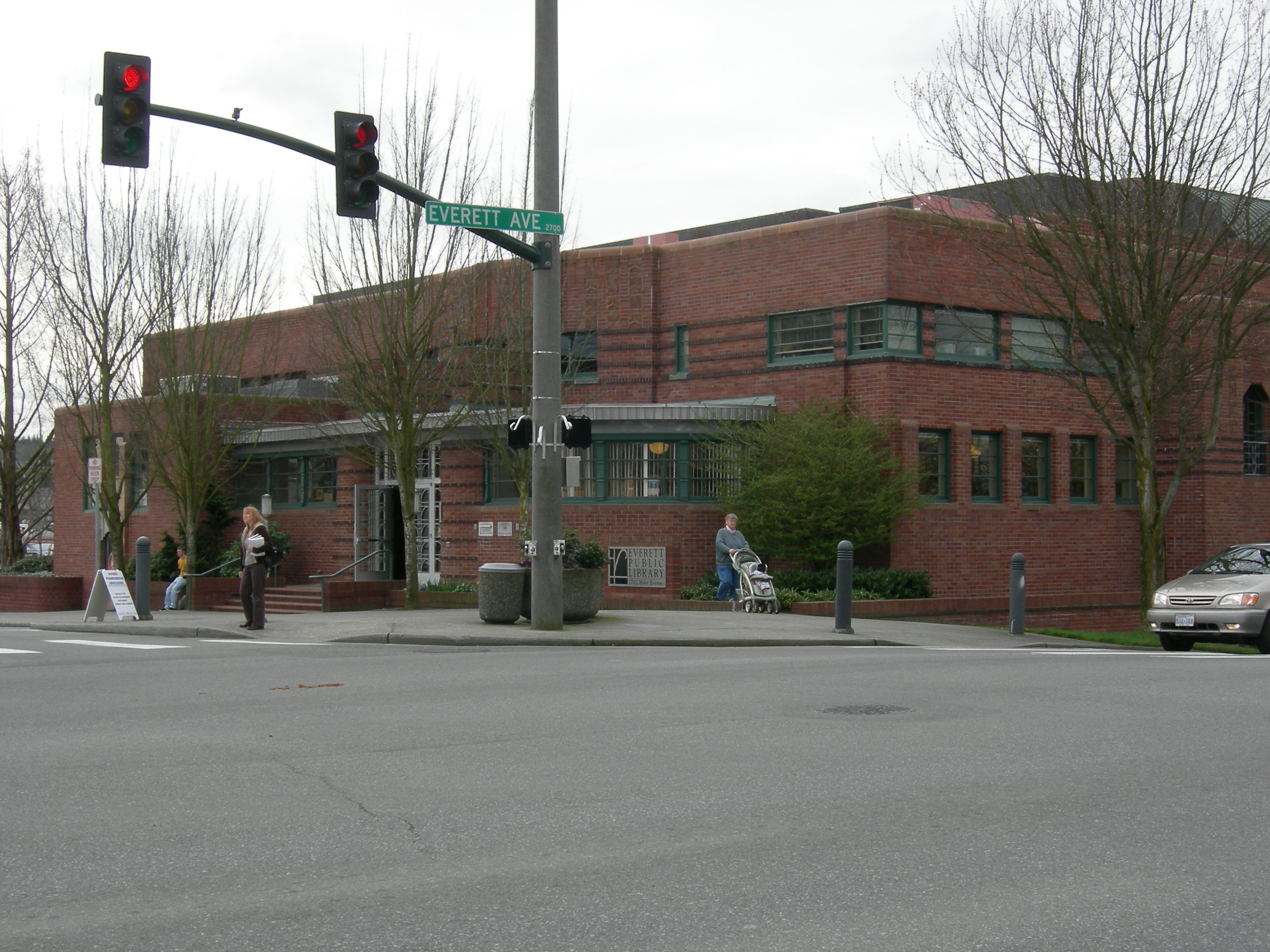
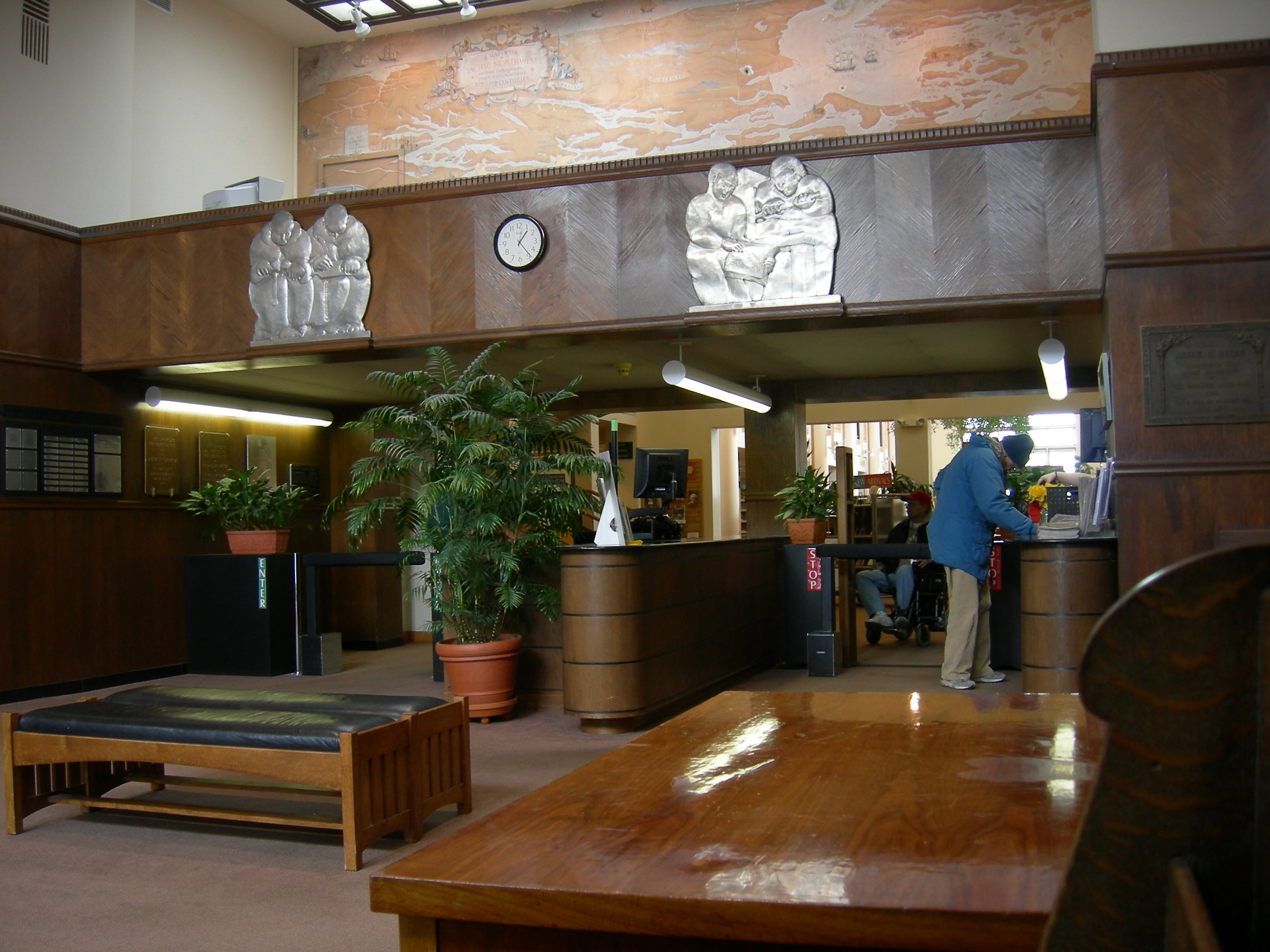
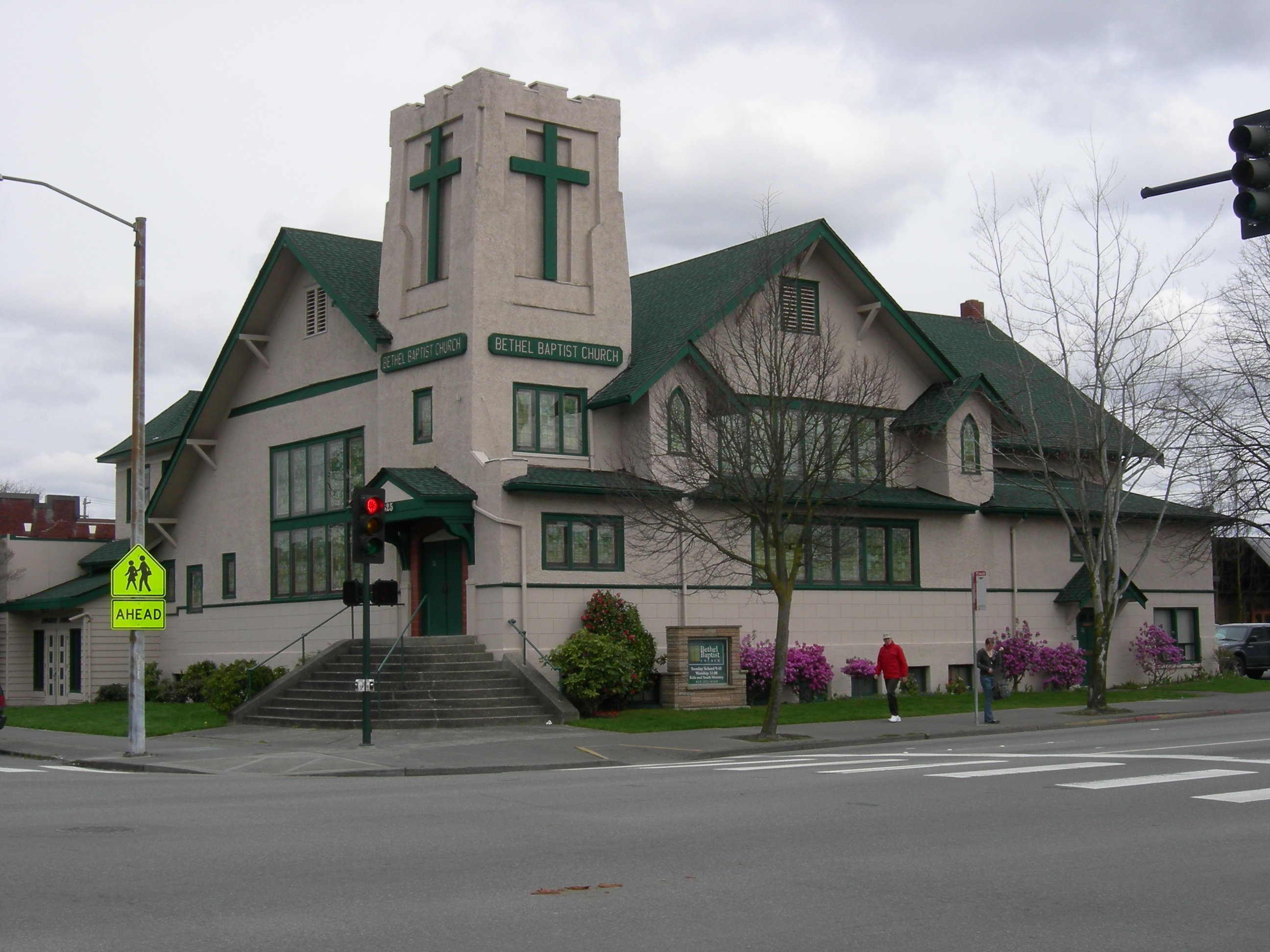
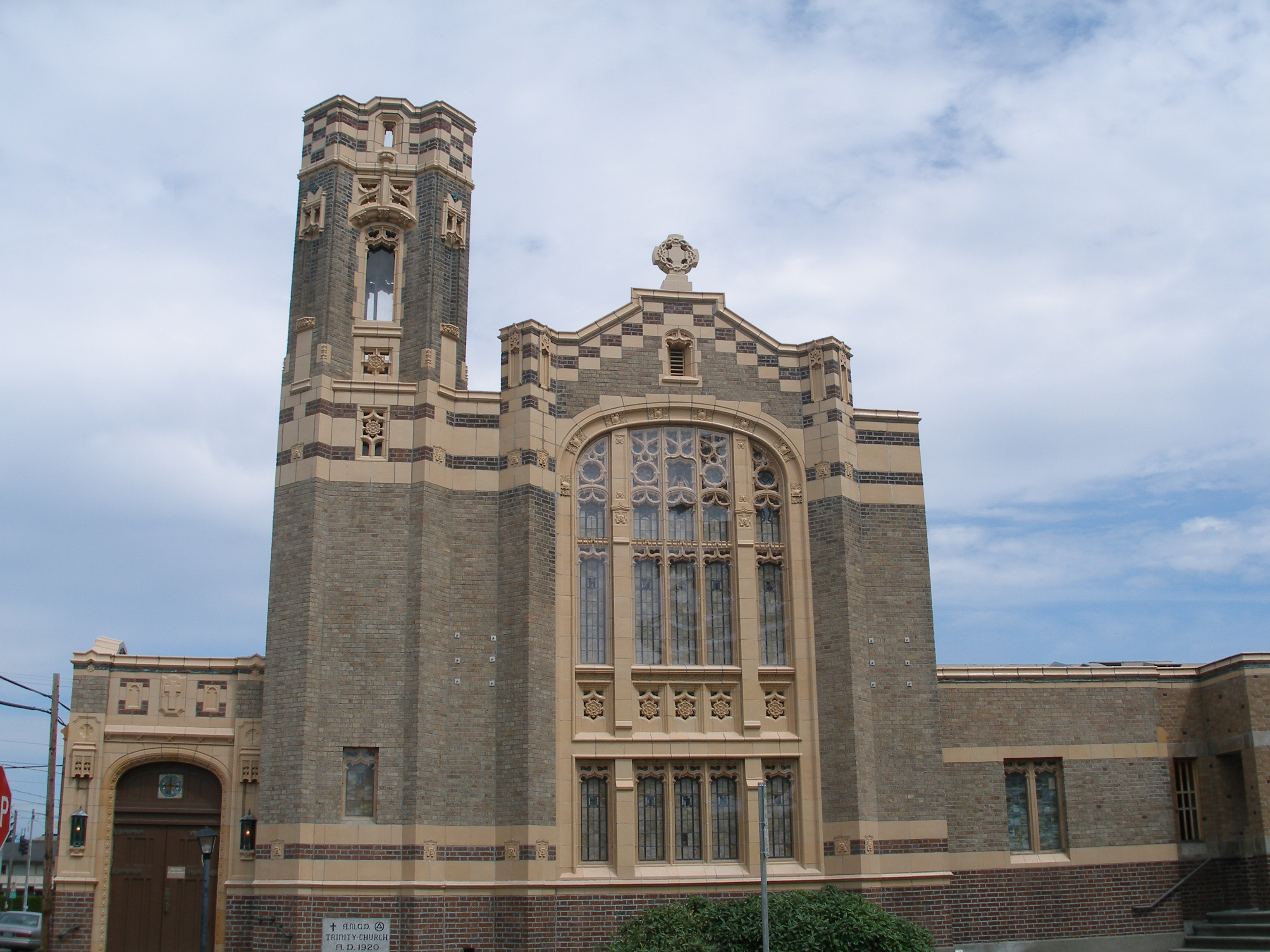
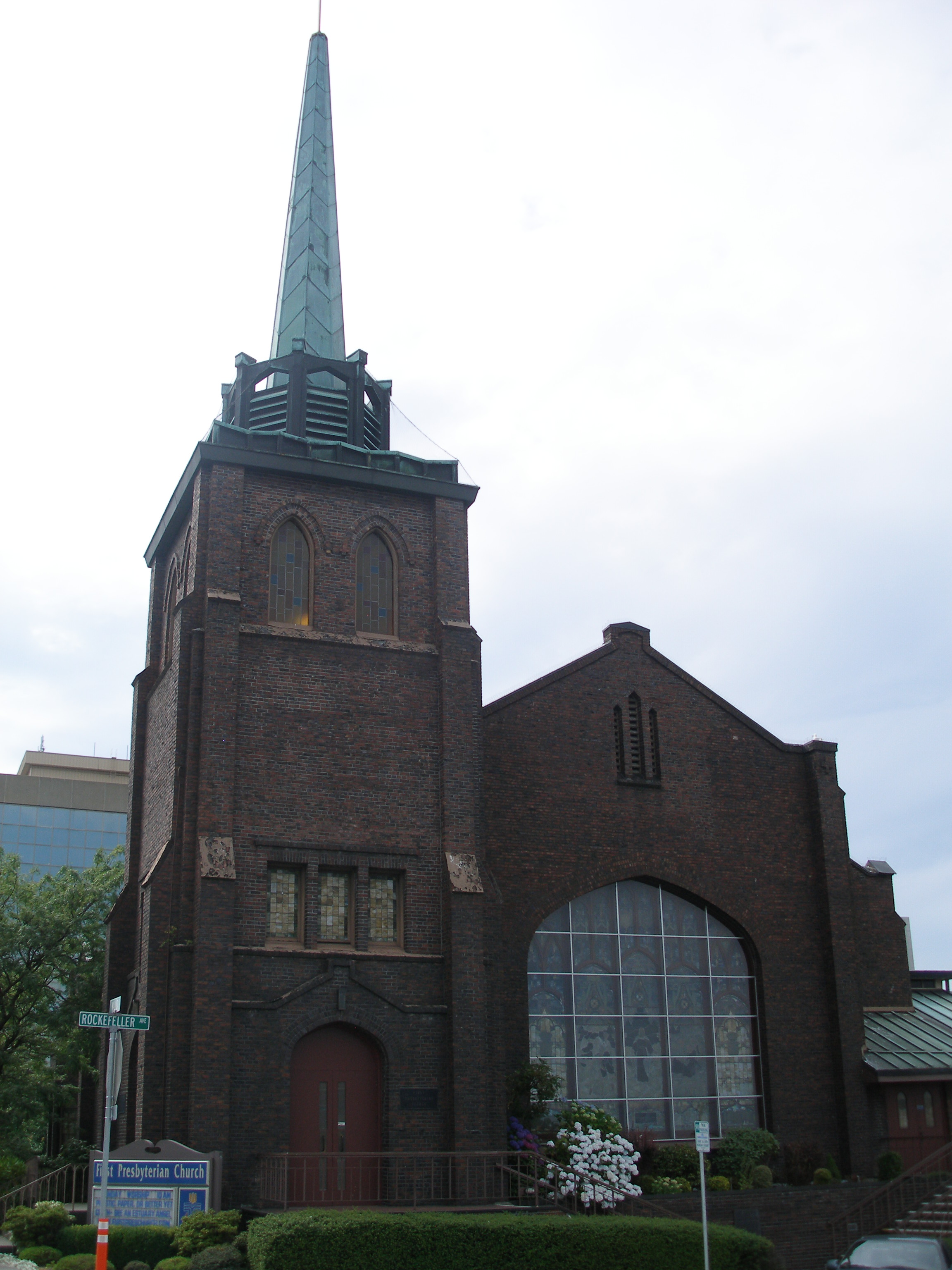
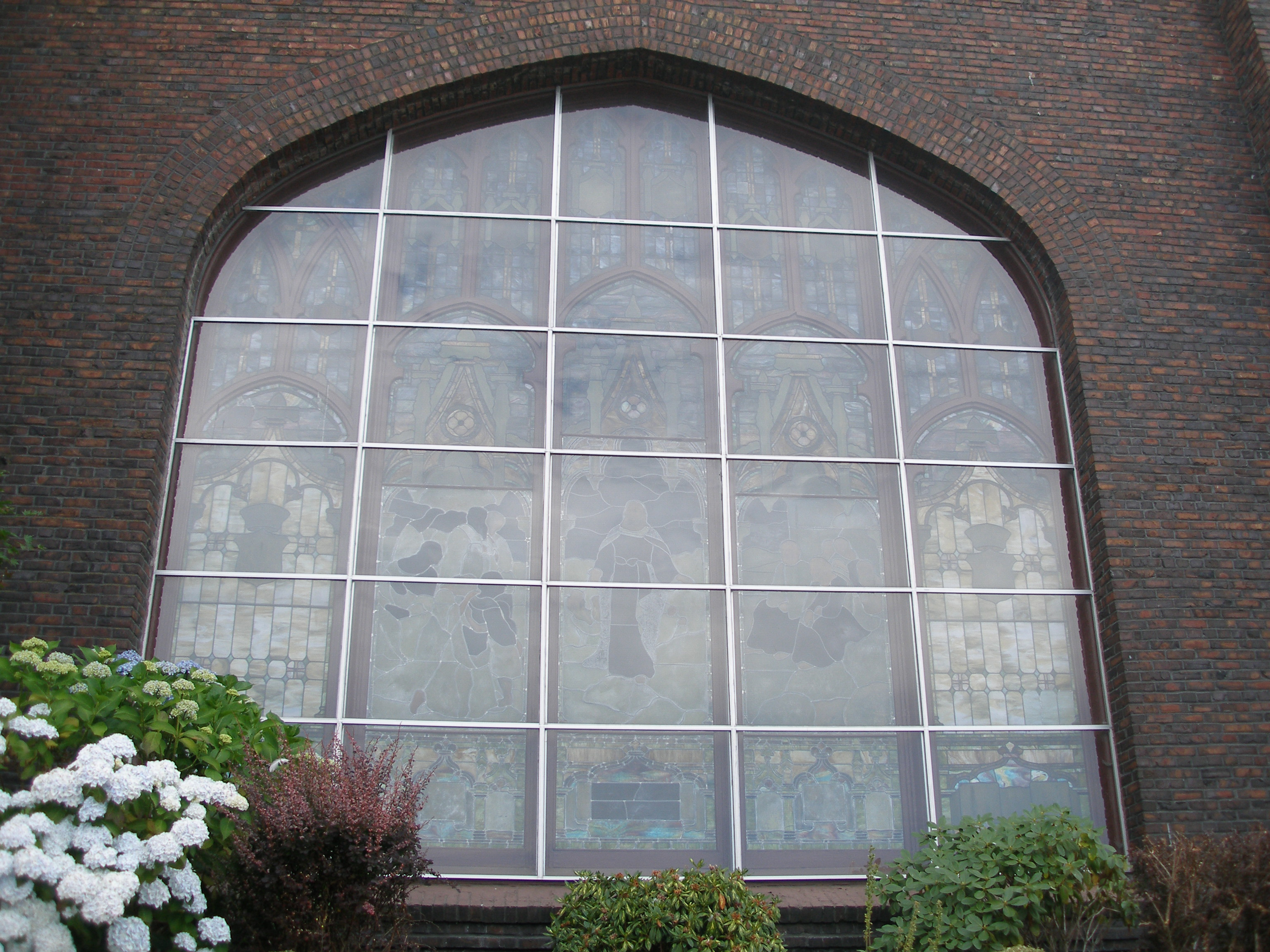
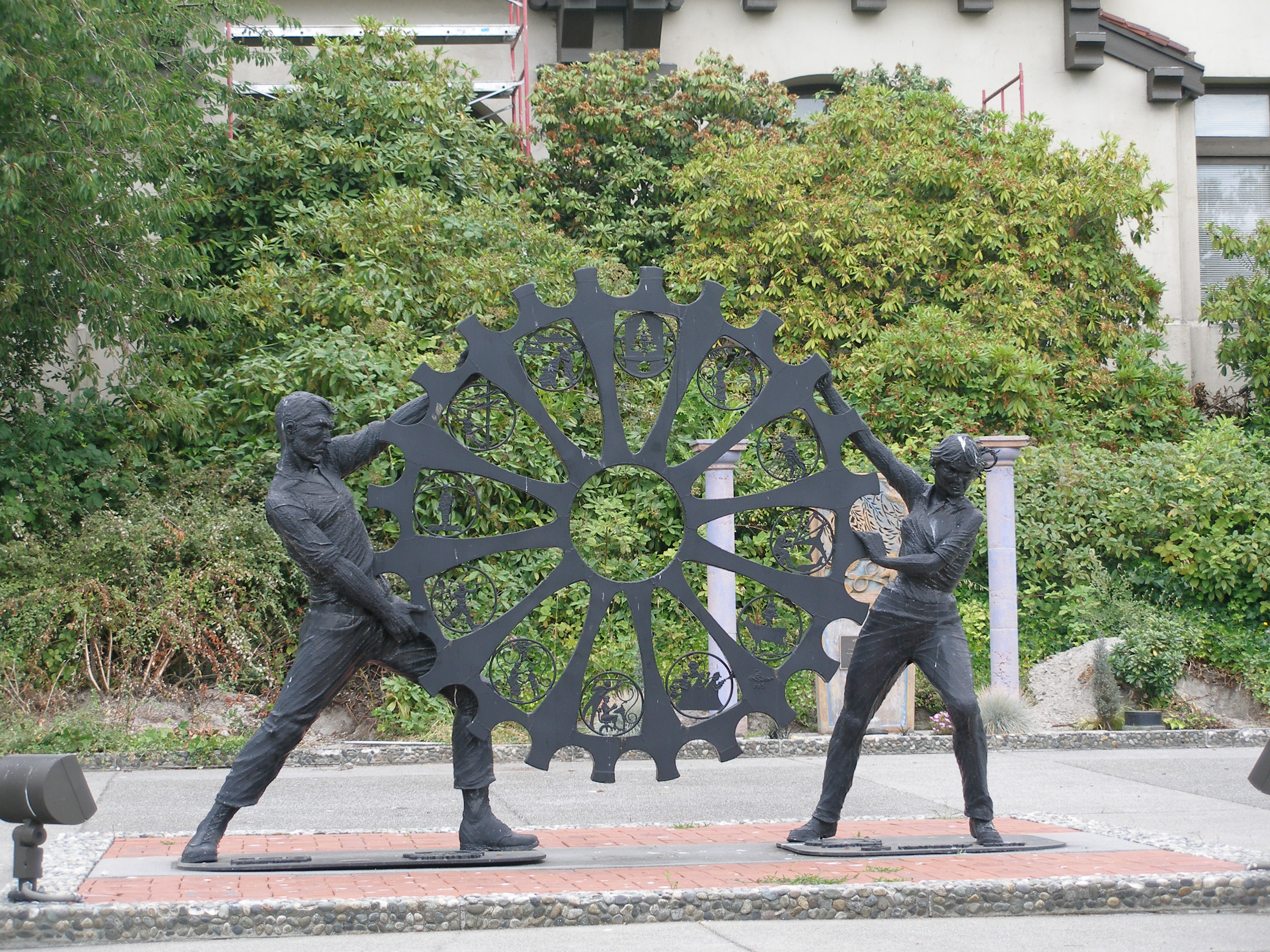
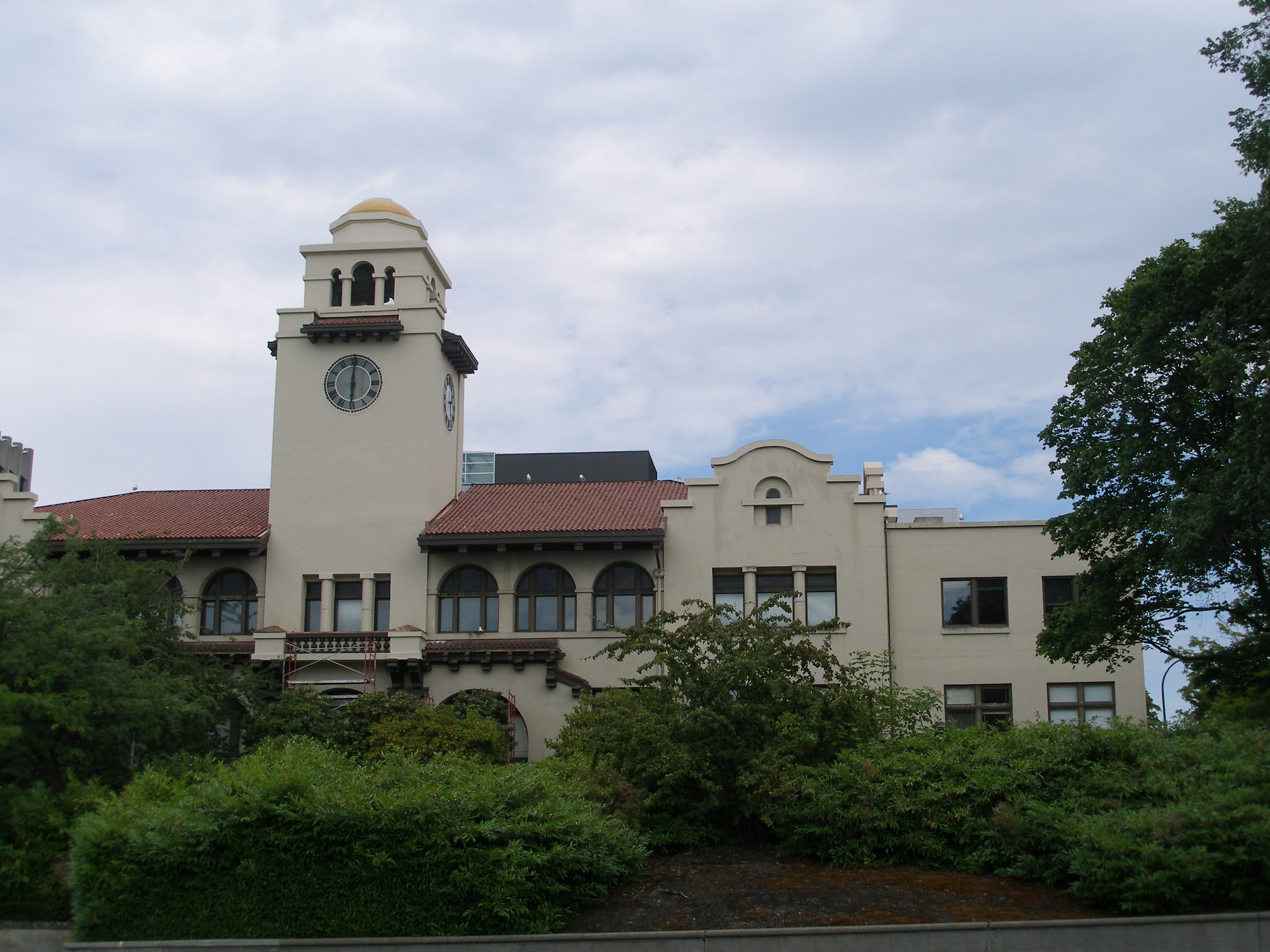
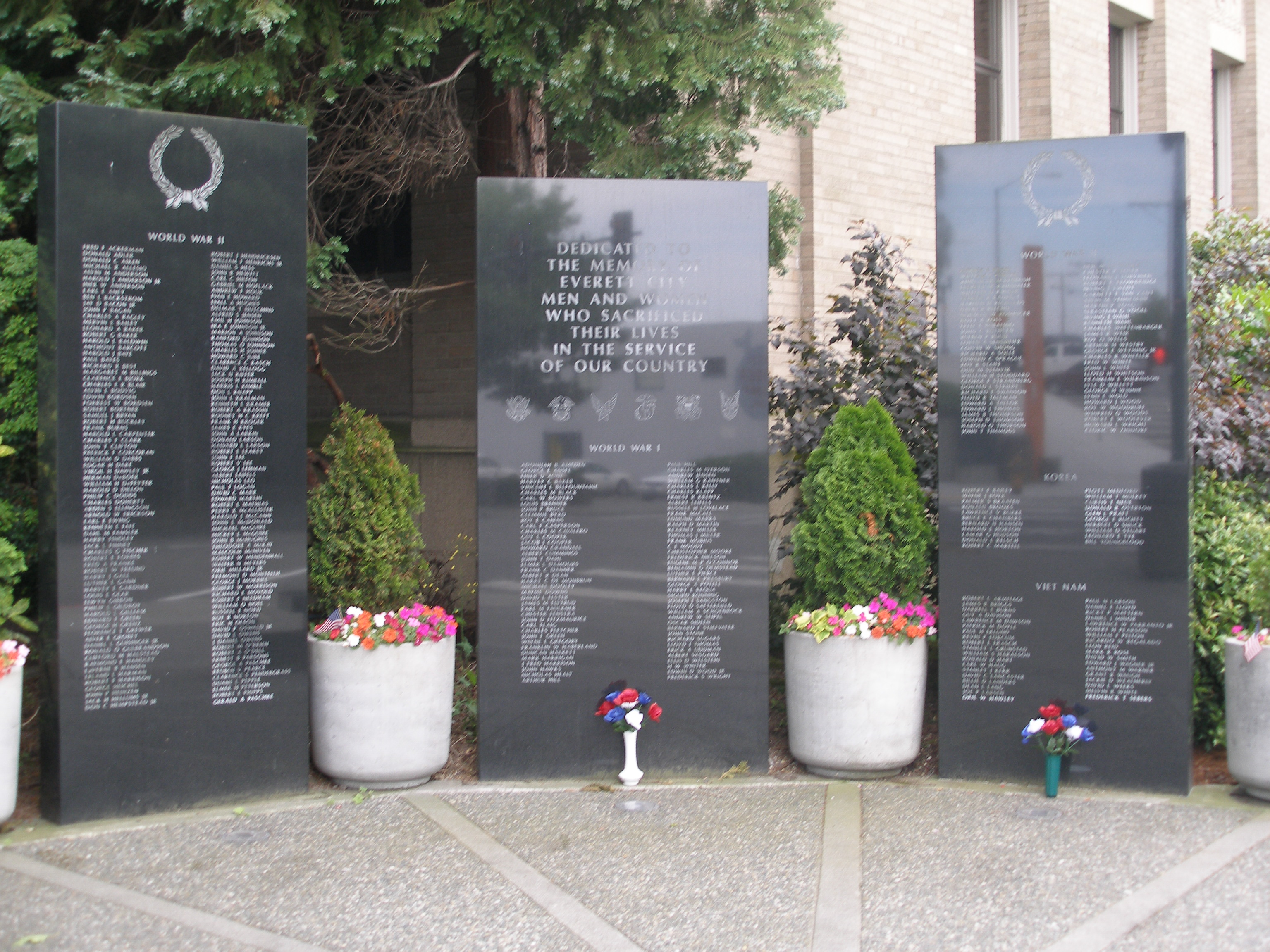
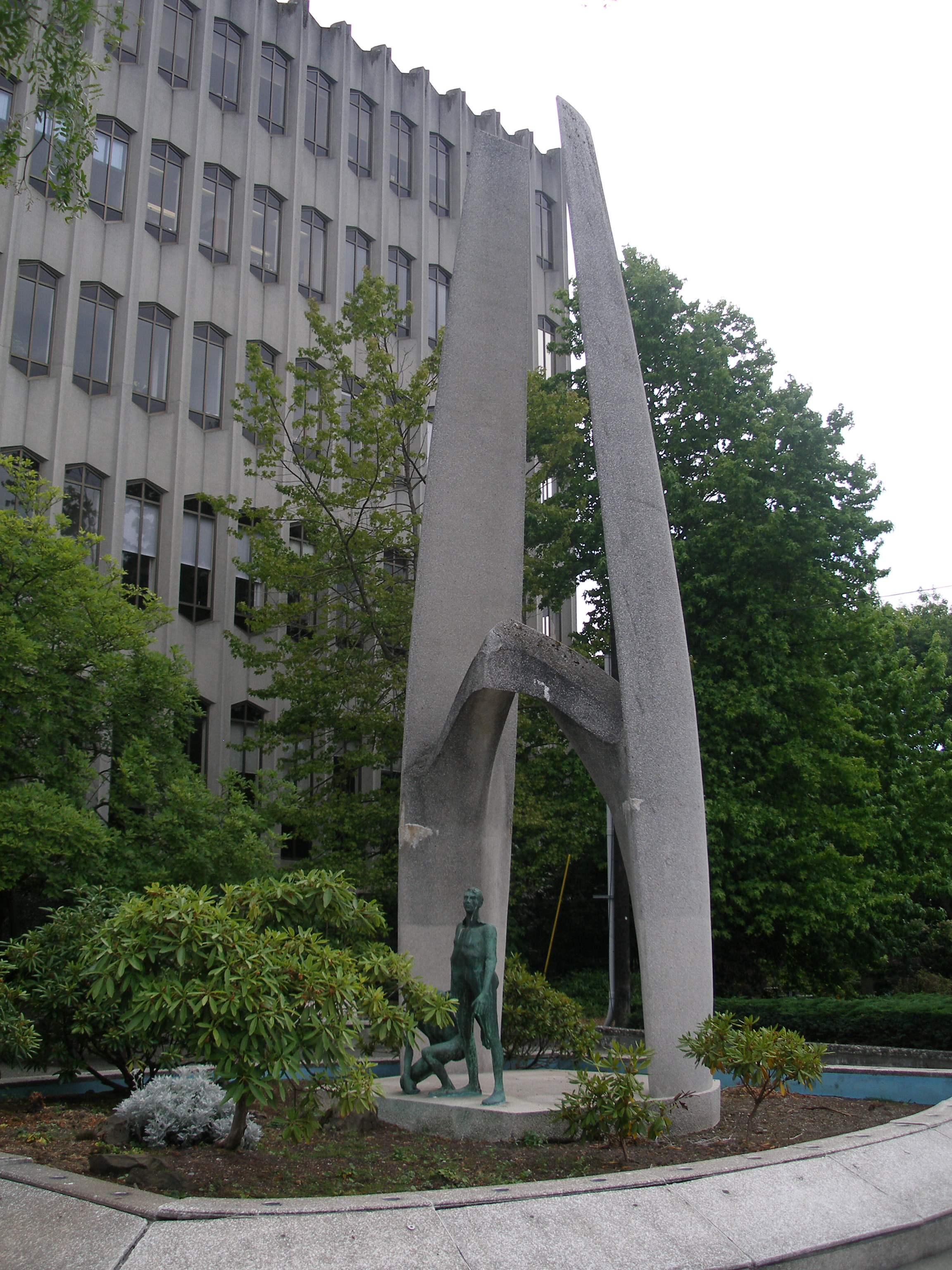
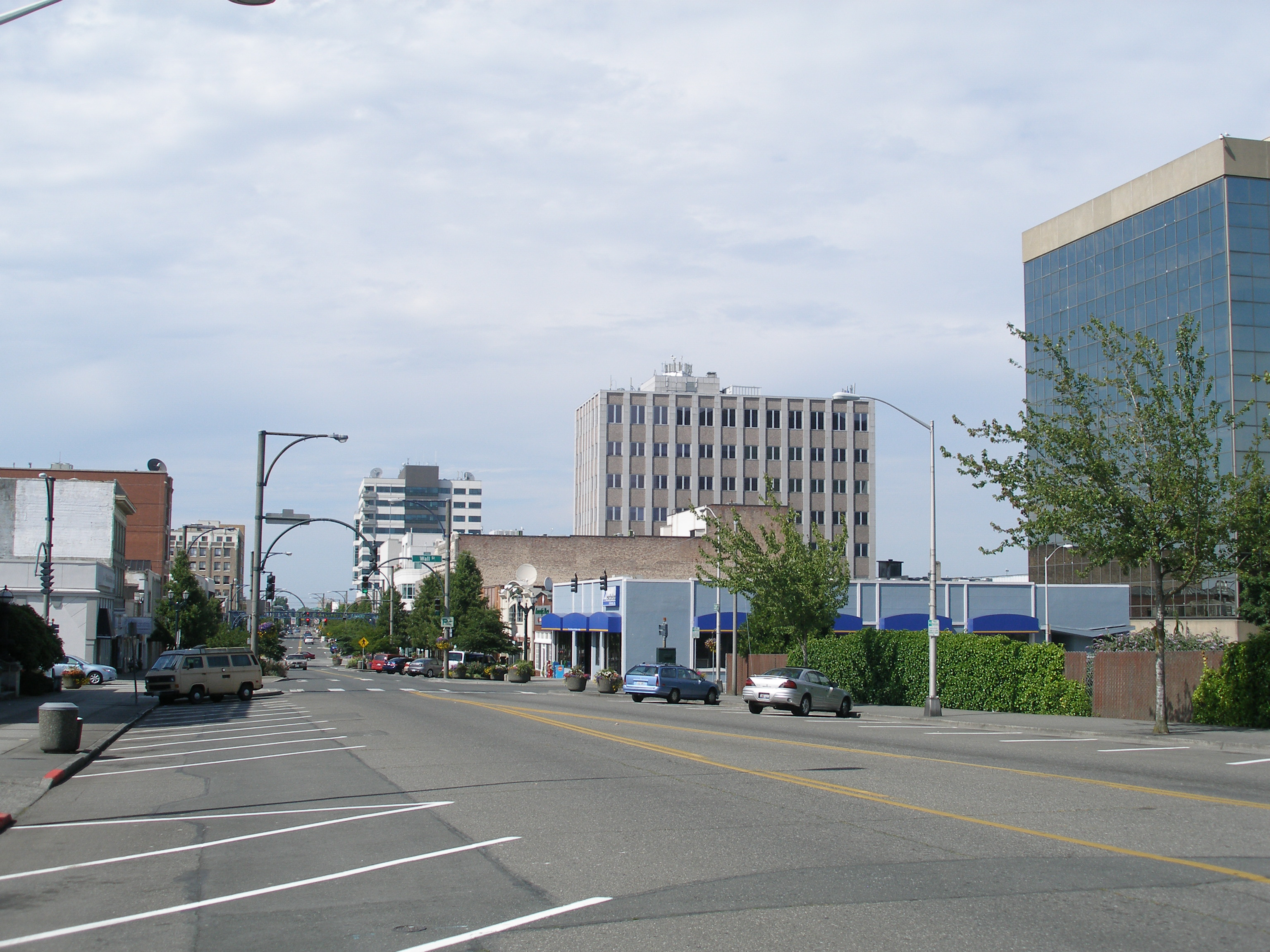
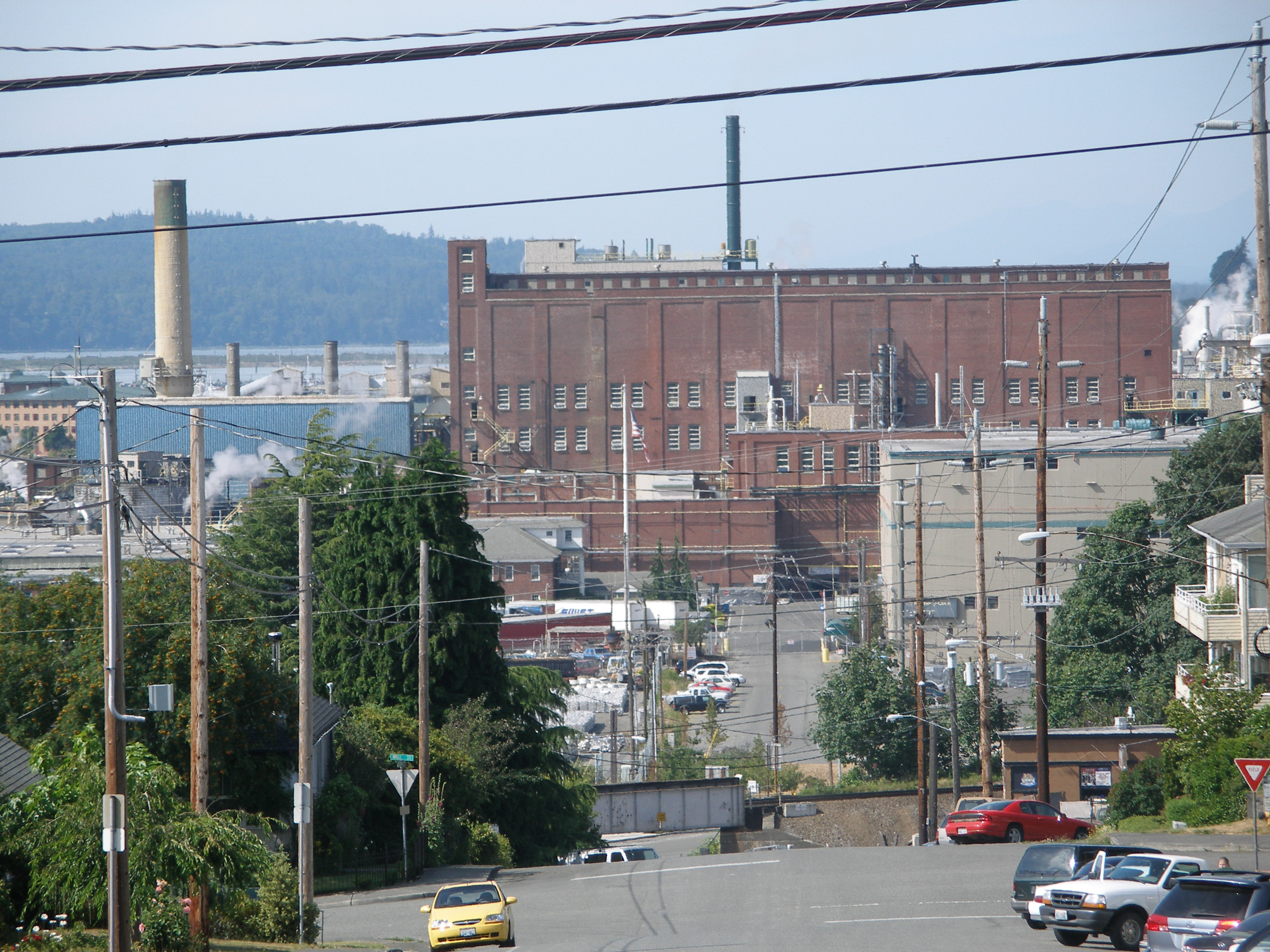
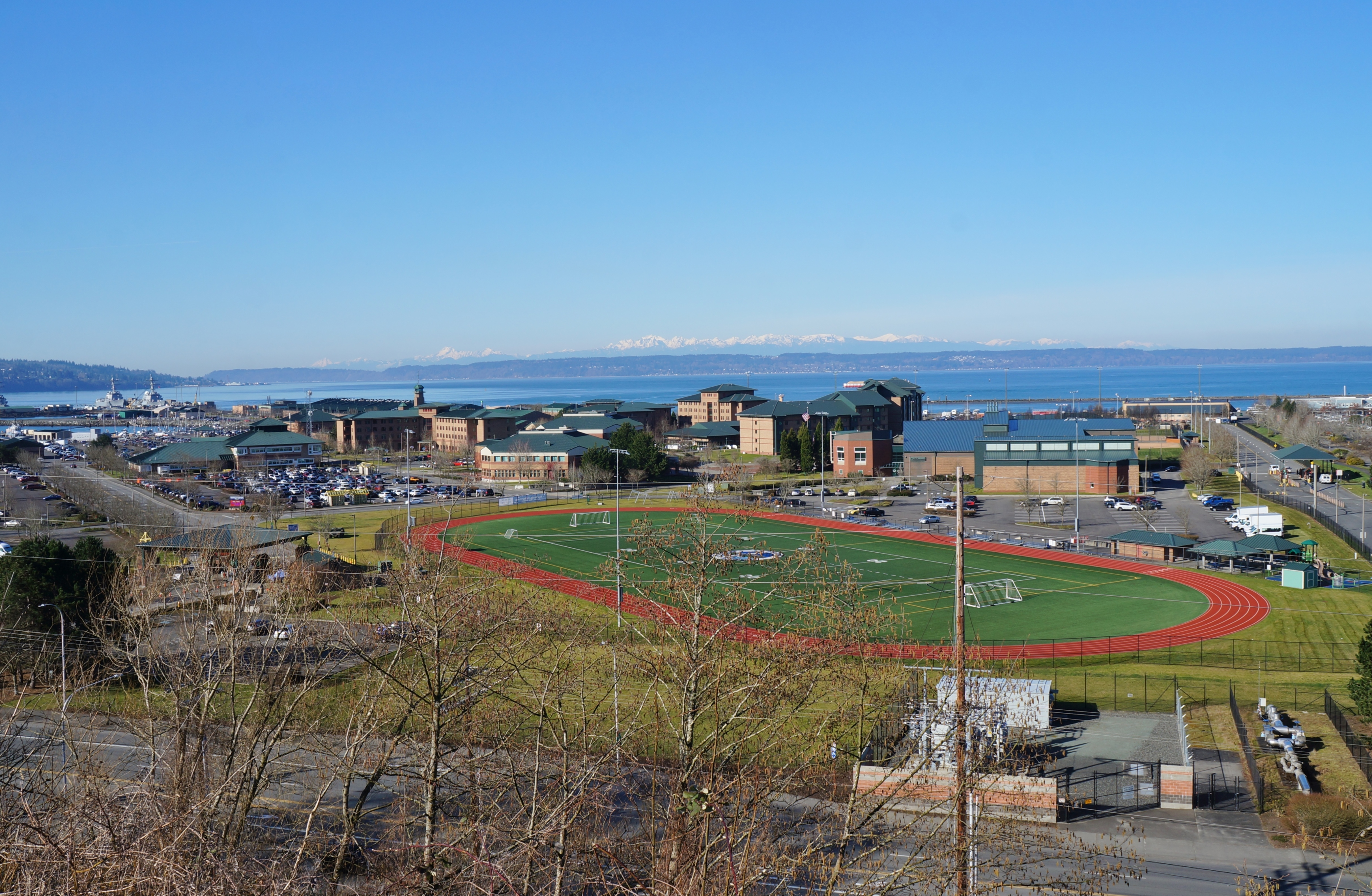
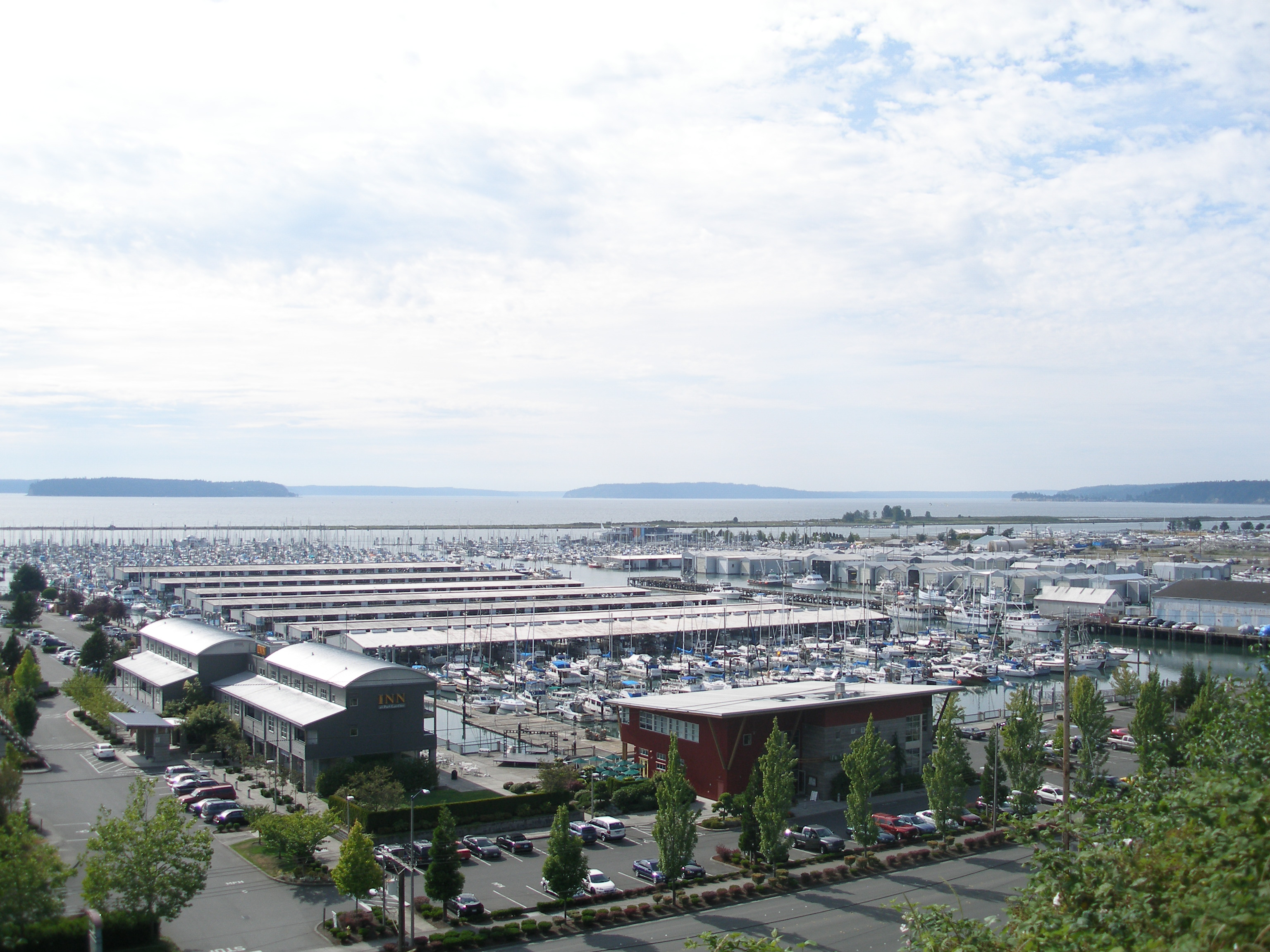